# Vrtni šafran
Vrtni šafran (iz perzijskoga za'farān زعفران „budi žut“, znanstveni naziv Crocus sativus) vrsta je biljke iz porodice Iridaceae iz koje se može dobiti istoimeni začin.

## Opis biljke
Šafran posjeduje lukovicu (podzemna stabljika), nove lukovice vadimo u lipnju. Cvjetovi su zvonoliki, imaju šest latica, tri žuta prašnika i dolaze u svim bojama.
Listovi su dugački, uski, nenazubljeni, s bijelom linijom duž lista, list dolazi nakon cvatnje.
Cvatnja je u mjesecu ožujku.
Može se koristiti kao cvijet u izradi kamenjara, na travnjacima i u sadnji ispod drugog ukrasnog bilja.

## Općenito o šafranu
- Koristi se i za bojanje hrane i u medicinske svrhe.
- Šafran je najskuplji začin na svijetu.
- Da bi se proizvelo jedan kilogram začina, potrebno je  ubrati oko 80.000 do 150.000 cvjetova na površini od oko 1000 četvornih metara.
- Šafran nije bezazlena  biljka, sigurna dnevna količina je do 1,5 gr, 5 gr djeluje toksično,[1] 10 gr izaziva pobačaj, a 20 gr može djelovati smrtonosno.[2]

Dnevno se može ručnim radom ubrati između 60 do 80 grama. Šafran samo jednom godišnje cvate u razdoblju od dva tjedna. Cijena po gramu mu se kreće prosječno između 4 do 14 eura.
Najviše šafrana se uzgaja u Iranu. Oko Mediterana se uzgaja u Francuskoj, Španjolskoj, Maroku, Grčkoj (Krokos, Kozanis), Turskoj (u Safranbolu), Italiji te u Austriji (Panonski šafran).
Godišnja proizvodnja iznosi približno 300 tona. U Iranu se proizvede približno 265 tona godišnje.

## Vanjske poveznice
|  | Zajednički poslužitelj ima stranicu o temi Šafran            |
|  | Zajednički poslužitelj ima još gradiva o temi Crocus         |
|  | Zajednički poslužitelj ima još gradiva o temi Crocus sativus |
|  | Wikivrste imaju podatke o taksonu Crocus                     |